# Ramaliella
 Ramaliella  Zaika, Sukhor. & N.Kilian, 2020 è un genere di piante angiosperme dicotiledoni della famiglia delle Asteraceae.

## Etimologia
Il nome del genere (Ramaliella) deriva dal caratteristico portamento "a sottobosco" o "ramaglia".
Il nome scientifico del genere è stato definito per la prima volta dai botanici Maxim A. Zaika, Alexander Petrovich Sukhorukov (1967-) e Norbert Kilian (1957-) nella pubblicazione " PhytoKeys" ( PhytoKeys 137: 64 ) del 2020.

## Descrizione
Habitus. L'habitus delle specie di queste piante è di tipo suffruticoso, ramificato in modo divarico con superfici sia glabre o mollemente pubescenti. Gli steli sono numerosi e intricati. La radice è del tipo a fittone. Gli organi interni di queste piante contengono lattoni sesquiterpenici.
Foglie. Le foglie lungo il fusto sono disposte in modo alterno. Sono poche. La lamina è continua di tipo filiforme (quelle superiori sono ridotte e ricurve), apici acuti e base attenuata. Il contorno può essere intero o in alcuni casi di tipo pennatosetto. I margini sono continui o denticolati. La superficie è glabra o tomentosa, ma mai ispida o irsuta. Le venature sono parallele.
Infiorescenza. Le infiorescenza, terminali, sono composte da capolini. I capolini, per lo più peduncolati, omogami e radiati, sono composti da un involucro formato da diverse brattee embricate in più serie che fanno da protezione al ricettacolo sul quale s'inseriscono i fiori ligulati. Le brattee hanno forme da triangolari a lanceolate; a volte possono essere connate. Il ricettacolo, piatto, è nudo (senza pagliette).
Fiori. I fiori (da 3 a 12 per capolino) sono tetra-ciclici (ossia sono presenti 4 verticilli: calice – corolla – androceo – gineceo) e pentameri (ogni verticillo ha in genere 5 elementi). I fiori sono inoltre ermafroditi e zigomorfi.
- Formula fiorale:

*/x K {\displaystyle \infty }, [C (5), A (5)], G 2 (infero), achenio
- Calice: i sepali del calice sono ridotti ad una coroncina di squame.
- Corolla: le corolle sono formate da una ligula terminante con 5 denti; la parte terminale delle corolle sporge leggermente dall'involucro; il colore è giallo, arancio o bianco; la superficie può essere sia pubescente che glabra; le ligule in genere sono incurvate all'esterno (disposizione radiale).
- Androceo: gli stami sono 5 con filamenti liberi e distinti, mentre le antere sono saldate in un manicotto (o tubo) circondante lo stilo.[11] Le antere alla base sono acute. Il polline è tricolporato (con due lacune), è echinato (con punte) e anche "lophato" (la parte più esterna dell'esina è sollevata a forma di creste e depressioni).[12]
- Gineceo: lo stilo è filiforme. Gli stigmi dello stilo sono due divergenti, filiformi, ricurvi con la superficie stigmatica posizionata internamente (vicino alla base).[13] L'ovario è infero uniloculare formato da 2 carpelli.

Frutti. I frutti sono degli acheni con pappo. Gli acheni, ristretti all'apice e con forme cilindriche, hanno 10 nervature longitudinali (5 principali e 5 secondarie). La superficie glabra e liscia. Il carpoforo è assente. Il pappo è piumoso (le setole nella parte apicale sono scabre) colorato di fulvo o bianco sporco. Il pappo è inserito in un anello cartilagineo all'apice dell'achenio. Lunghezza del pappo: 11 – 18 mm. Lunghezza dell'achenio: 7 – 12 mm.

## Biologia
- Impollinazione: l'impollinazione avviene tramite insetti (impollinazione entomogama tramite farfalle diurne e notturne).
- Riproduzione: la fecondazione avviene fondamentalmente tramite l'impollinazione dei fiori (vedi sopra).
- Dispersione: i semi (gli acheni) cadendo a terra sono successivamente dispersi soprattutto da insetti tipo formiche (disseminazione mirmecoria). In questo tipo di piante avviene anche un altro tipo di dispersione: zoocoria. Infatti gli uncini delle brattee dell'involucro si agganciano ai peli degli animali di passaggio disperdendo così anche su lunghe distanze i semi della pianta.

## Distribuzione e habitat
Le piante di questo gruppo sono distribuite in Asia sudoccidentale e Africa nordorientale.

## Tassonomia
La famiglia di appartenenza di questa voce (Asteraceae o Compositae, nomen conservandum) probabilmente originaria del Sud America, è la più numerosa del mondo vegetale, comprende oltre 23.000 specie distribuite su 1.535 generi, oppure 22.750 specie e 1.530 generi secondo altre fonti (una delle checklist più aggiornata elenca fino a 1.679 generi). La famiglia attualmente (2021) è divisa in 16 sottofamiglie.

### Filogenesi
Questo genere appartiene alla sottotribù Scorzonerinae della tribù Cichorieae (unica tribù della sottofamiglia Cichorioideae). In base ai dati filogenetici la sottofamiglia Cichorioideae è il terz'ultimo gruppo che si è separato dal nucleo delle Asteraceae (gli ultimi due sono Corymbioideae e Asteroideae). La sottotribù Scorzonerinae è il secondo clade che si è separato dalla tribù.
La tribù Scorzonerinae è individuata dai seguenti principali caratteri:
- l'indumento di queste piante è morbido fatti di piccoli peli;
- le foglie sono parallelinervie indivise;
- le setole del pappo sono provviste di morbide proiezioni laterali (una fila di cellule appiattite);
- il polline è tricolporato con 2 lacune;
- l'areale (nativo) della sottotribù è relativo al Vecchio Mondo.

All'interno della sottotribù sono stati individuati diversi cladi, alcuni in posizione politomica. Il genere di questa voce, da un punto di vista della filogenesi, occupa una posizione abbastanza centrale e insieme al genere Koelpinia forma un "gruppo fratello" (in analisi preventive le specie di questo genere erano incluse nel "Scorzonera polyclada clade"). Le specie di questo gruppo derivano dalla sezione Scorzonera sect. Intricatae (Boiss.) Lipsch..
I caratteri distintivi per le specie di questo genere ( Ramaliella) sono:
- l'habitus è suffruticoso, ramificato in modo divarico con poche foglie;
- i capolini hanno da 3 a 12 fiori;
- il pappo è lungo 11 - 18 mm ed è colorato di fulvo o bianco sporco;

Morfologicamente il genere Ramaliella somiglia al genere Lipschitzia, ma differisce per la superficie dei cauli, per le dimensioni dei capolini e per l'anatomia dell'achenio (una tipologia a sé stante).
Il numero cromosomico delle specie di questo genere è: 2n = 14 (diploide).

### Elenco delle specie
Questo genere ha 6 specie:
- Ramaliella intricata (Boiss.) Zaika, Sukhor. & N.Kilian
- Ramaliella koelpinioides  (Rech.f.) Zaika, Sukhor. & N.Kilian
- Ramaliella longipapposa  (Rech.f.) Zaika, Sukhor. & N.Kilian
- Ramaliella musilii  (Velen.) Zaika, Sukhor. & N.Kilian
- Ramaliella polyclada  (Rech.f. & Köie) Zaika, Sukhor. & N.Kilian
- Ramaliella tortuosissima  (Boiss.) Zaika, Sukhor. & N.Kilian